# Maria Savi-Lopez
Maria Savi-Lopez (Napoli, 1846 – 1940) è stata una scrittrice e poetessa italiana.

## Biografia
Da giovanissima Maria Lopez si rifugiò a Torino con la famiglia d'origine, poiché il padre, napoletano, era venuto in sospetto alla polizia borbonica. Nella città sabauda sposò nel 1875 il dottor Savi, che, però, morì pochi anni dopo nel 1882 lasciandole un figlio ancora piccolo da mantenere. Sebbene fosse insegnante (all'Istituto Vittorio Emanuele II di Napoli ed all'istituto femminile Bech per stranieri), si dedicò in misura abbondante, quasi frenetica, all'attività letteraria, anche a causa delle precarie condizioni economiche.
Pubblicò numerosi testi di argomento vario, alcuni dei quali ripubblicati recentemente dalla casa editrice Sellerio. Lo stile delle sue opere di narrativa è stato accostato a quello di Carlo Collodi e di Emilio Salgari, in particolare per l'interesse alla tematica del viaggio immaginario. Nella parte più tarda della sua amplissima produzione ebbero un notevole peso i libri per l'infanzia.
Fu anche studiosa di folklore e di leggende e tradizioni popolari

## Opere
- Serena (1885);
- Casa Leardi (1886);
- Le valli di Lanzo (1886);
- Versi (1886);
- Battaglie nell'ombra (1887);
- Fra la neve ed i fiori (1888);
- Leggende delle Alpi (1889);
- Le donne italiane nel '300 (1890);
- Salvatela (1890);
- Nei paesi del Nord (1891);
- Emanuele Filiberto e Margherita di Savoia (1891);
- Fra le ginestre (1892);
- Leggende dal mare (1894, ripubblicato nel 2008);
- Miti e leggende degli indigeni americani (1894);
- La dama bianca (1899);
- Il poema di Gudrun (1913);
- Fiorino e Ninetta (1920);
- S.Caterina da Siena (1924);
- Nei regni del sole. Antiche civiltà americane(1926);
- Città morte - dal Messico all'Honduras (1931);
- Nani e folletti (ripubblicato nel 2002).
- Leggende del mare (2023)